# برری، استرالیای جنوبی
برری (به انگلیسی: Berri) یک شهرک در استرالیا است که در Berri Barmera Council واقع شده‌است.